# Groupe de NGC 5833
Le groupe de NGC 5833 comprend au moins quatre galaxies situées dans la constellation de l'Oiseau de paradis. La distance moyenne entre ce groupe et la Voie lactée est d'environ 42,9 Mpc (∼140 millions d'al). 

## Membres
Le tableau ci-dessous liste les quatre galaxies du groupe indiquées dans l'article de A.M. Garcia paru en 1993.
| Nom      | Class.       | Type                        | α (J2000.0)   | δ (J2000.0)  | Vitesse radiale (km/s) | m       | Distance (Mpc) | Diamètre (kal) |
| -------- | ------------ | --------------------------- | ------------- | ------------ | ---------------------- | ------- | -------------- | -------------- |
| NGC 5799 | S0^+? pec    | Lenticulaire                | 15h 05m 35.2s | -72° 25′ 58″ | 3099 ± 43              | 12,9    | 47,2 ± 3,4     | 44             |
| NGC 5833 | SA(s)bc pec? | Spirale                     | 15h 11m 53.6s | -72° 51′ 34″ | 3033 ± 5               | 12,0    | 46,2 ± 3,2     | 138            |
| ESO 42-7 | SB(s)m       | Spirale barrée magellanique | 15h 27m 39.7s | -73° 56′ 40″ | 2937 ± 4               | 13,1824 | 44,6 ± 3,1     | 103            |
| ESO 68-1 | IB(s)m       | Irrégulière magellanique    | 15h 17m 22.9s | -72° 40′ 20″ | 3220 ± 6               | 14,2349 | 48,8 ± 3,4     | 54             |

Le site DeepskyLog permet de trouver aisément les constellations des galaxies mentionnées dans ce tableau ou si elles ne s'y trouvent pas, l'outil du site constellation permet de le faire à l'aide des coordonnées de la galaxie. Sauf indication contraire, les données proviennent du site NASA/IPAC.